# تحليل منطقي
التحليلات هي اكتشاف وتفسير، والاتصال من أنماط ذات معنى في البيانات. لها قيمة خاصة في المناطق الغنية بالمعلومات المسجلة، والتحليلات تعتمد على التطبيق المتزامن للإحصاءات وبرمجة الكمبيوتر وبحوث العمليات لقياس الأداء. قد تطبق المنظمات التحليلات البيانات التجارية وتحسين أداء الأعمال تحديدا وتتضمن مجالات ضمن نطاق التحليلات، التحليلات التنبؤية، وتحليلات إلزامية، إدارة قرارات مؤسسة، تحليلات وصفية، والتحليلات المعرفية، 'تحليلات البيانات الكبيرة'، تحليلات البيع بالتجزئة، تشكيلة تخزين ووحدة حفظ المخزون الاتصال الأمثل، التسويق الأمثل والتسويق مزيج النمذجة، تحليلات الويب، تحليلات، تحليلات الكلام، وتحجيم قوة المبيعات الأمثل، والأسعار وتعزيز النمذجة والعلوم التنبؤية، تحليل مخاطر الائتمان وتحليلات الاحتيال. حيث يمكن أن تتطلب تحليلات حسابية واسعة النطاق (انظر البيانات الضخمة) الخوارزميات والبرمجيات المستخدمة لتحليلات تسخر الأساليب الأحدث في علوم الحاسب الآلي والإحصاء والرياضيات.
التحليل والتحليلات
ويركز التحليل على فهم الماضي؛ ماذا حدث. تحليلات تركز على لماذا حدث ما حدث وما سيحدث بعد. تحليلات البيانات متعددة التخصصات. وهناك الاستخدام المكثف لمهارات الكمبيوتر والرياضيات والإحصاء، واستخدام التقنيات الوصفية والنماذج التنبؤية لاكتساب معرفة قيمة من البيانات. يتم استخدام الاحصاءات من البيانات للتوصية بالعمل أو لتوجبة عملية صنع القرار التي تضرب بجذورها في سياق الأعمال. وبالتالي، فان التحليلات لا تهتم كثيرا بالتحليلات الفردية أو خطوات التحليل، ولكن مع منهجية كاملة. هناك ميل واضح استخدام مصطلح التحليلات في اعداد الأعمال مثل النص في تحليلات مقابل تعديل النص الأكثر عمومية للتأكيد على هذا المنظور الأوسع نطاقا. وهناك تزايد في استخدام مصطلحات متقدمة للتحليلات، وتستخدم عادة لوصف الجوانب التقنية للتحليلات، خاصة في المجالات الجديدة كاستخدام تقنيات التعلم آلألي مثل الشبكات العصبية، شجرة القرار، الانحدار اللوجستي، تحليل الانحدار الخطي إلى متعدد، التصنيف للقيام بالنمذجة التنبؤية. كما يشمل أيضًا تقنيات التعلم الآلي غير المُشجعة مثل التحليل العنقودي وتحليل المكونات الأساسية وتحليل التوصيف التجزيئي وتحليل الارتباطات.
تطبيق التحليلات
تحسين التسويق
قد تطور التسويق من عملية إبداعية إلى عملية تعتمد على البيانات بشكل كبير. تستخدم منظمات التسويق التحليلات لتحديد نتائج الحملات أو الجهود وتوجيه القرارات الخاصة بالاستثمار واستهداف المستهلكين. تسمح الدراسات الديموغرافية وتجزئة العملاء والتحليل الوحدوي وغيرها من التقنيات لجهات التسويق باستخدام كميات كبيرة من بيانات الشراء والاستقصاء وبيانات الألواح لفهم واستراتيجية التسويق.
يسمح تحليلات الويب للمسوقين بجمع معلومات على مستوى الجلسة حول التفاعلات على موقع الويب باستخدام عملية تسمى الدورة. يعد "Google Analytics" مثالًا لأداة تحليلات مجانية شائعة يستخدمها المسوقين لهذا الغرض. توفر هذه التفاعلات أنظمة معلومات تحليلات الويب بالمعلومات اللازمة لتتبع المُحيل، والبحث عن الكلمات الرئيسية، وتحديد عنوان "IP"، وتتبع أنشطة الزائر. باستخدام هذه المعلومات، يمكن للمسوق تحسين الحملات التسويقية ومحتوى تصميم موقع الويب وهندسة المعلومات.
تشتمل أساليب التحليل المستخدمة بكثرة في التسويق على نماذج المزج التسويقي، والتحليلات التسعيرية والترويجية، وتحسين قوة المبيعات وتحليلات العملاء على سبيل المثال: التجزئة. تعمل تحليلات الويب وتحسين مواقع الويب والحملات عبر الإنترنت كثيرًا جنبًا إلى جنب مع أساليب تحليل التسويق الأكثر تقليدية. لقد أدى التركيز على الوسائط الرقمية إلى تغيير المفردات بشكل طفيف حتى يشار إلى نماذج المزج التسويقي عمومًا باسم نمذجة الإحالة في سياق نماذج المزيج الرقمي أو التسويق.تدعم هذه الأدوات والتقنيات قرارات التسويق الاستراتيجي (مثل حجم الإنفاق الإجمالي على التسويق، وكيفية تخصيص الميزانيات عبر مجموعة من العلامات التجارية والمزيج التسويقي) ودعم أكثر تكتيكيًا للحملات، من حيث استهداف أفضل العملاء المحتملين باستخدام الرسالة المثلى في المتوسط الأكثر فعالية من حيث التكلفة في الوقت المثالي.
تحليلات الناس
يستخدم تحليلات الناس البيانات السلوكية لفهم كيفية عمل الأشخاص وتغيير كيفية إدارة الشركات. تُعرف تحليلات الأشخاص أيضًا باسم تحليلات القوة العاملة، وتحليلات الموارد البشرية، وتحليلات المواهب، وإحصاءات الأشخاص، وإحصاءات المواهب، وإحصاءات الزملاء، وتحليلات رأس المال البشري، وتحليلات نظام معلومات الموارد البشرية. تحليلات الموارد البشرية هي تطبيق للتحليلات لمساعدة الشركات على إدارة الموارد البشرية. والهدف من ذلك هو تحديد الموظفين الذين يوظفون، والتي تكافئ أو تروج، وما هي المسؤوليات المترتبة على التنازل، ومشاكل الموارد البشرية المماثلة. أصبحت تحليلات الموارد البشرية مهمة بشكل متزايد لفهم أي نوع من الملامح السلوكية ستنجح وتفشل. على سبيل المثال، قد يجد التحليل أن الأفراد الذين يتناسبون مع نوع معين من الملفات الشخصية هم أولئك الذين يرجح أن ينجحوا في دور معين، مما يجعلهم أفضل الموظفين للتعيين.ومع ذلك، هناك اختلافات رئيسية بين تحليلات الأشخاص وتحليلات الموارد البشرية. تحليلات الناس يحل مشاكل العمل. تحليلات الموارد البشرية يحل مشاكل الوارد البشرية كما تبدو تحليلات الناس في العمل والتنظيم الاجتماعي. «يقيس برنامج الموارد البشرية التحليلات ويدمج البيانات حول العمليات الإدارية للموارد البشرية»، كما يقول بن وابير، ومعهد ماساتشوستس للتكنلوجيا ووسائل الاعلام مختبر دكتوراه والرئيس التنفيذي لشركة هومانيزي  جوش بيرسين، مؤسس ووالرئيس في قادهم بشركة ديلويت، يوافق على أن تحليلات الأشخاص هي صناعة أكبر من تحليلات الموارد البشرية، موضحةً ببمرور الوقت، أعتقد أنها لا تنتمي إلى الموارد البشرية. على الرغم من أن هذا الفريق قد يبدأ في الموارد البشرية، إلا أنه مع مرور الوقت يتولى هذا الفريق مسؤولية تحليل إنتاجية المبيعات، ومعدل الدوران، والاحتفاظ، والحوادث، والاحتيال، وحتى قضايا الأشخاص التي تحفز الاحتفاظ بالعملاء ورضا العملاء... هذه كلها في العالم الحقيقي مشاكل الأعمال، وليس مشاكل الموارد البشرية.
تحليلات المحفظة
احد التطبيقات الشائعة لتحليل الأعمال هو تحليل المحفظة في هذا، لدى بنك أو وكالة إقراض مجموعة من الحسابات ذات القيمة والمخاطر المتغيرة. قد تختلف الحسابات حسب الحالة الاجتماعية (الأثرياء، الطبقة الوسطى، الفقراء، إلخ) للحائز، والموقع الجغرافي، وقيمته الصافية، والعديد من العوامل الأخرى. يجب على المقرض أن يوازن العائد على القرض مع خطر التخلف عن السداد لكل قرض. والسؤال هو كيفية تقييم المحفظة ككل.قد يكون القرض الأقل خطراً على الأثرياء جداً، لكن هناك عدد محدود جداً من الأثرياء. من ناحية أخرى، هناك العديد من الفقراء الذين يمكن إقراضهم، ولكن في خطر أكبر. يجب وضع بعض التوازن الذي يزيد العائد ويقلل من المخاطر. قد يجمع حل التحليلات بين تحليل السلاسل الزمنية والعديد من القضايا الأخرى من أجل اتخاذ القرارات بشأن موعد إقراض الأموال إلى هذه الشرائح المختلفة للمقترضين، أو اتخاذ قرارات بشأن سعر الفائدة الذي يتحمله أعضاء قطاع المحفظة لتغطية أي خسائر بين الأعضاء في ذلك الجزء.
تحليلات المخاطر
تم تطوير نماذج تنبؤية في الصناعة المصرفية لتحقيق درجة من اليقين عبر درجات المخاطر للعملاء الأفراد. يتم إنشاء درجات الائتمان للتنبؤ بسلوك الجنوح واستخدامها على نطاق واسع لتقييم الجدارة الائتمانية لكل مقدم طلب. علاوة على ذلك، يتم تحليل المخاطر في العالم العلمي وصناعة التأمين. كما أنه يستخدم على نطاق واسع في المؤسسات المالية مثل شركات الدفع عبر الإنترنت لتحليل ما إذا كانت المعاملة حقيقية أم خادعة. لهذا الغرض يستخدمون سجل المعاملات للعميل. وهذا أكثر شيوعًا في شراء بطاقة الائتمان، عندما يكون هناك ارتفاع مفاجئ في حجم معاملة العميل، يحصل العميل على نداء تأكيد إذا تم بدء المعاملة من قبله. هذا يساعد في تقليل الخسائر بسبب هذه الظروف.
التحليلات الرقمية
التحليلات الرقمية هي مجموعة من الأنشطة التجارية والتقنية التي تحدد، أو تنشئ، أو تجمع، تحقق، أو تحول البيانات الرقمية إلى تقارير، أبحاث، تحليلات، توصيات، تحسينات، تنبؤات، وأتمتة. وهذا يشمل أيضًا تحسين محركات البحث (كبار المسئولين الاقتصاديين) حيث يتم تتبع البحث عن الكلمات الرئيسية واستخدام البيانات لأغراض التسويق. حتى إعلانات البانر والنقرات تدخل ضمن التحليلات الرقمية. يعتمد عدد متزايد من العلامات التجارية وشركات التسويق على التحليلات الرقمية لتخصيصات التسويق الرقمي، حيث يعد (عائد الاستثمار التسويقي) أحد مؤشرات الأداء الرئيسية المهمة (KPI).

## تحليلات الأمن
شير التحليلات الأمنية إلى تكنولوجيا المعلومات (IT) لجمع وتحليل الأحداث الأمنية لفهم وتحليل الأحداث التي تشكل أكبر المخاطر. تشتمل المنتجات في هذا المجال على معلومات الأمان وإدارة الأحداث وتحليلات سلوك المستخدم.
تحليلات البرمجيات
المقال الرئيسي: تحليل البرمجيات
تحليلات البرمجيات هي عملية جمع المعلومات حول طريقة استخدام جزء من البرامج وإنتاجها
التحديات
في صناعة برامج التحليلات التجارية، ظهر تركيز على حل تحديات تحليل مجموعات البيانات الضخمة المعقدة، غالباً عندما تكون هذه البيانات في حالة تغير مستمر. تُشار عادةً إلى مجموعات البيانات هذه كبيانات كبيرة. في حين أن المشكلات التي تطرحها البيانات الضخمة لم تكن موجودة إلا في المجتمع العلمي، فإن البيانات الكبيرة اليوم تمثل مشكلة للعديد من الشركات التي تقوم بتشغيل أنظمة المعاملات عبر الإنترنت، ونتيجة لذلك، تجمع كميات كبيرة من البيانات بسرعة.
تعتبر تحليل أنواع البيانات غير المهيكلة تحديًا آخر يجذب الانتباه في الصناعة. تختلف البيانات غير المهيكلة من البيانات المنظمة في أن شكلها يختلف بشكل كبير ولا يمكن تخزينه في قواعد البيانات العلائقية التقليدية دون جهد كبير في تحويل البيانات. أصبحت مصادر البيانات غير المهيكلة، مثل البريد الإلكتروني، ومحتويات مستندات معالج النصوص، وملفات PDF ، والبيانات الجغرافية المكانية، وما إلى ذلك، مصدرًا مهمًا لاستخبارات الأعمال للشركات والحكومات والجامعات. على سبيل المثال، في بريطانيا، كان الاكتشاف بأن شركة واحدة تبيع مذكرات طبية مزورة بطريقة غير مشروعة من أجل مساعدة الناس في الاحتيال على أرباب العمل وشركات التأمين،  هو فرصة لشركات التأمين لزيادة اليقظة لتحليل البيانات غير المهيكلة. يقدر معهد ماكينزي العالمي أن تحليل البيانات الضخمة قد ينقذ نظام الرعاية الصحية الأمريكي 300 مليار دولار سنوياً والقطاع العام الأوروبي 250 مليار يورو.
هذه التحديات هي مصدر الإلهام الحالي للكثير من الابتكارات في نظم المعلومات التحليلية الحديثة، وتلد مفاهيم جديدة لتحليل الآلات مثل معالجة الأحداث المعقدة، والبحث الكامل عن النص والتحليل، وحتى الأفكار الجديدة في العرض التقديمي. ويتمثل أحد هذه الابتكارات في إدخال بنية شبيهة بالشبكة في تحليل الماكينات، مما يسمح بزيادة سرعة المعالجة المتوازية على نطاق واسع من خلال توزيع عبء العمل على العديد من الحواسيب، كل ذلك مع وصول متساوٍ إلى مجموعة البيانات الكاملة.
يتم استخدام التحليلات بشكل متزايد في التعليم، لا سيما على مستوى المكاتب والمكاتب الحكومية. ومع ذلك، فإن تعقيد إجراءات أداء الطلاب يمثل تحديات عندما يحاول اختصاصيو التوعية فهم واستخدام التحليلات لتمييز الأنماط في أداء الطلاب، والتنبؤ باحتمالية التخرج ، وتحسين فرص نجاح الطلاب ، وما إلى ذلك. على سبيل المثال ، في دراسة تشمل مقاطعات معروفة باستخدام بيانات قوية ، واجه 48٪ من المدرسين صعوبة في طرح الأسئلة التي أثارتها البيانات ، ولم يدرك 36٪ البيانات المعطاة ، و 52٪ قاموا بتفسير البيانات بشكل خاطئ. ولمكافحتها ، تلتزم بعض أدوات التحليلات للمعلمين بتنسيق بيانات لا يعتمد على وصفة طبية (تضمين التسميات والوثائق التكميلية ونظام المساعدة ، واتخاذ القرارات الأساسية / عرض المحتوى وقرارات المحتوى) لتحسين فهم المعلمين واستخدامهم التحليلات التي يتم عرضها.
أحد التحديات الناشئة هو الاحتياجات التنظيمية الديناميكية. على سبيل المثال ، في الصناعة المصرفية ، من المرجح أن تجعل اتفاقية بازل 3 واحتياجات رأس المال المستقبلية من البنوك الصغيرة حتى تبني نماذج المخاطر الداخلية. في مثل هذه الحالات ، يمكن للحوسبة السحابية ولغة البرمجة مفتوحة المصدر مساعدة البنوك الصغيرة على تبني تحليلات للمخاطر ودعم مراقبة مستوى الفرع من خلال تطبيق التحليلات التنبؤية
المخاطر
الخطر الرئيسي على الناس هو التمييز مثل التمييز السعري أو التمييز الإحصائي. انظر العلمية الأمريكية حول كتاب «أسلحة تدمير الرياضيات»
هناك أيضًا خطر أن يستفيد مطوّر البرامج من الأفكار أو العمل الذي قام به المستخدمون ، مثل هذا المثال: يمكن للمستخدمين كتابة أفكار جديدة في ملاحظة تدوين التطبيق ، والتي يمكن إرسالها كحدث مخصص ، ويمكن للمطورين الاستفادة من تلك الأفكار. يمكن أن يحدث هذا لأن ملكية المحتوى عادة ما تكون غير واضحة في القانون.
إذا لم يتم حماية هوية المستخدم ، فهناك المزيد من المخاطر ؛ على سبيل المثال ، خطر نشر معلومات خاصة عن المستخدمين على الإنترنت.
في أقصى الحدود ، هناك خطر يتمثل في قدرة الحكومات على جمع الكثير من المعلومات الخاصة ، الآن بعد أن أعطت الحكومات نفسها المزيد من الصلاحيات للوصول إلى معلومات المواطنين.
انظر أيضا
تحليل